# Заговор равных
«Заговор равных» (фр. Conjuration des Égaux) — термин, употребляемый в исторической литературе для обозначения движения «во имя равенства» во Франции 1796 (в период термидорианской реакции), которым руководила «тайная повстанческая директория» во главе с Гракхом Бабёфом.

## Предыстория
Именно попытки Директории справиться с экономическим кризисом придали заговору Бабёфа его историческое значение. Новое правительство обязалось отменить систему, согласно которой Париж питался за счёт всей Франции; прекращение распределения хлеба и мяса по номинальным ценам было назначено на 20 февраля 1796 года. Объявление вызвало всеобщий ужас. Не только рабочие и широкий класс пролетариев, которые были привлечены в Париж этой системой, но и рантье, и правительственные чиновники, чьи доходы выплачивались в ассигнатах в произвольно установленных правительством размерах, столкнулись с угрозой голода. Правительство уступило протестам; но средства, с помощью которых оно стремилось смягчить проблему, особенно разделение на классы тех, кто имел право на получение продовольствия, только усилили тревогу и недовольство.
Всеобщая нищета дала основание для яростных атак Бабёфа на существующий порядок и привлекала к нему внимание. Он собрал вокруг себя небольшой круг последователей, известных как Общество равных (фр. Societé des égaux), которое вскоре объединилось с осколками якобинского клуба; в ноябре 1795 года полиция сообщила, что оно открыто проповедовало «восстание, революцию и конституцию 1793 года».
Для руководства заговором к Бабёфу присоединились семь человек: Филиппо Буонарроти, Огюстен Александр Дартэ, Пьер Сильвен Марешаль (который отвечал за написание манифеста), Феликс Лепелетье, Пьер-Антуан Антонель, Дебон и Жорж Гризель. Жаном Антуаном Россиньолем была создана сеть революционных агентов, которых разместили в каждом районе Парижа.
- Гракх Бабёф
- Филиппо Буонарроти
- Сильвен Марешаль
- Феликс Лепелетье[фр.]

## Идеи заговора
Гракх Бабёф и его товарищи осуждали буржуазию, которая выиграла от революции. Они выступали за радикальную реформу общества, отмену частной собственности и равенство для всех жителей Франции. Чтобы реализовать свои идеалы, они планировали свергнуть Директорию. Цель заговора состояла в том, чтобы продолжить революцию и привести её к коллективизации земель и средств производства, чтобы получить «совершенное равенство» и «общее счастье». Они также потребовали применения конституции I года (первой конституции Республики 1793 года, которая на деле никогда не применялась).
Идеи заговора были изложены в «Манифесте Равных» (1796). Он гласил:
Нам нужно, чтобы равенство было не только записано в Декларации прав человека и гражданина; мы хотим, чтобы оно было среди нас, под крышами наших домов. [...] Пусть наконец исчезнет этот ужасный позор, в существование которого наши потомки даже не смогут поверить! Пусть исчезнут отвратительные различия между богатыми и бедными, великими и незначительными, хозяевами и слугами, правителями и управляемыми. [...] Настал момент основать РЕСПУБЛИКУ РАВНЫХ, великий дом, открытый для всех. [...] Организация реального равенства, которое единственное отвечает всем потребностям, не причиняя никакого вреда и не требуя принесения никаких жертв, поначалу не всем понравится. Эгоисты и честолюбцы будут трястись от ярости.

## Развитие заговора
На какое-то время правительство, будучи в курсе деятельности заговорщиков, оставило их в покое. Директорию устраивало продолжение социалистической агитации, что удерживало людей от участия в любом роялистском движении, имеющем своей целью свержение существующего режима. Более того, множество санкюлотов, даже весьма крайних взглядов, отталкивала кровожадность Бабёфа; полицейские агенты сообщали, что его агитация заставляла многих перейти обратно на сторону правительства. Якобинский клуб отказался принять Бабёфа и Рене-Франсуа Лебуа на том основании, что они были «душегубами» (фр. égorgeurs).
Однако с развитием экономического кризиса влияние Бабёфа росло. После того как 27 февраля 1796 года Наполеон Бонапарт закрыл клуб Пантеона, его активность удвоилась. В вантозе и жерминале этого года (примерно поздней зимой и ранней весной) он, под псевдонимом «Лалан, солдат отечества» (фр. Lalande, soldat de la patrie), начал выпускать новую газету «Просветитель народа, или Защитник двадцати пяти миллионов угнетённых» (фр. Eclaireur du Peuple, ou le Défenseur de Vingt-Cinq Millions d’Opprimés), которая тайно передавалась от одного человека другому на улицах Парижа.
В то же время 40-й выпуск Tribun вызвал огромную сенсацию. В нём Бабёф высоко оценил организаторов сентябрьских расправ как «заслуживающих благодарность своей страны» и заявил, что для уничтожения действующего правительства, которое состояло из «морителей голодом, кровопийц, тиранов, палачей, разбойников и шарлатанов», требовалось «более полное 2 сентября».
Представители всех классов продолжали испытывать крайнюю нужду; в марте попытка Директории заменить ассигнаты изданием новых мандатов вызвала новую волну разочарования после первых робких надежд. Начали раздаваться требования объявления дефолта, и под знаменем Бабёфа начали собираться тысячи представителей нижних слоёв общества, в основном санкюлоты. 4 апреля 1796 года правительство получило сообщение о том, что в Париже 500 тыс. человек нуждаются в помощи. С 11 апреля в Париже были размещены листовки с заголовком «Анализ доктрины Бабуфа [sic], Трибуна народа» (фр. Analyse de la Doctrine de Baboeuf [sic], Tribun du Peuple), которые начинались словами: «Природа дала каждому человеку право на пользование равной долей всего имущества» и заканчивались призывом восстановить Конституцию 1793 года.
Все муниципальные округа Парижа были взбудоражены пропагандой «Равных», и товарищи Бабёфа более не скрывали свою «крамольную деятельность» от полиции. Песню Бабёфа «Умирающий от голода, умирающий от холода» (фр. Mourant de faim, mourant de froid), ставшую весьма популярной, начали распевать в кафе под аплодисменты публики; распространялись сообщения о том, что недовольные войска Французской революционной армии в лагере, находящемся в парижском пригороде Гренель, готовы присоединиться к восстанию против правительства.
Филиппо Буонарроти публично зачитал проект указа о провозглашении эгалитарной республики. Первые слова указа гласили: «Человечество развивается. Тирании больше не существует. Вы все свободны». Этот проект предсказывал, что «в республике будет создано большое национальное сообщество». «Любые формы наследования будут отменены: вся собственность, в настоящее время принадлежащая частным лицам, после их смерти перейдёт в национальное достояние». «Имущество сообщества будет эксплуатироваться коллективно всеми его членами. Национальное сообщество предоставит каждому из своих членов достойное жильё, одежду, достаточно пропитания и лечение». Наконец, «республика больше не будет пользоваться деньгами».

## Падение заговорщиков
Заговор был раскрыт полиции за вознаграждение одним из его собственных лидеров, Жоржем Гризелем. Столкнувшись с репрессиями, которые затем обрушились на демократические круги Парижа, некоторые заговорщики попытались спровоцировать восстание, сначала в полицейском легионе. В Директории считалось, что пропаганда Бабёфа и его последователей опасно влияет на общественное мнение, и 2 мая 1796 года она распорядилась о роспуске и разоружении полицейского легиона, потому что «соблазненные фракцией Бабёфа, они с каждым днём становились всё более недисциплинированными». После его роспуска Бабёф обратился к солдатам 21-го драгунского полка, которые разбили лагерь в Гренеле.
Директория считала, что пришло время реагировать; центральное бюро собрало через своих агентов, в частности бывшего капитана Жоржа Гризеля, который был введён в общество Бабёфа, исчерпывающие доказательства объединённого заговора якобинцев и социалистов с целью вооружённого восстания, назначенного на 22 флореаля IV года (11 мая 1796 года). 10 мая Бабёф, взявший псевдоним Tissot, был арестован; по приказу Лазара Карно многие из его соратников были задержаны полицией: среди них были бывшие члены Национального конвента Огюстен Александр Дартэ и Филипп Буонарроти, Робер Ленде, Жан-Пьер-Андре Амар, Марк-Гийом Алексис Вадье и Жан-Батист Друэ, известный как почтмейстер Сент-Мену, арестовавший Людовика XVI во время его бегства в Варенн, а ныне член Совета пятисот. Карно выдал 245 ордеров на арест, чтобы положить конец требованиям равенства.
Реакция правительства была чрезвычайно успешной. Последний номер Трибуна появился 24 апреля, хотя Рене-Франсуа Лебуа в Ami du peuple пытался подстрекать солдат к восстанию, и какое-то время ходили слухи о военном восстании.
Суд над Бабёфом и его сообщниками должен был состояться в Вандоме, во вновь образованном высшем суде. 10 и 11 фрюктидора (27 августа и 28 августа 1796 года), когда заключённых увозили из Парижа, были предприняты усилия по организации беспорядков с целью их спасения, но они были легко подавлены. Попытка пяти или шести сотен якобинцев (7 сентября 1796 года) поднять восстание среди солдат в Гренеле не имела успеха. Их встретили стрельбой, в результате чего около 20 человек погибли, 132 были взяты в плен, и многие другие были ранены.
Суд над Бабёфом и его соратниками, начатый в Вандоме 20 февраля 1797 года, длился два месяца. По некоторым причинам правительство изображало социалиста Бабёфа лидером заговора, хотя в него были замешаны люди более важные, чем он; в пользу правительства также играло собственное тщеславие Бабёфа. Дартэ, который сохранял полное молчание во время следствия, был обвинён в написании приказа о казни глав Директории. 7 прериаля (26 мая 1797 года) Бабёф и Дартэ были приговорены к смерти. Услышав свой смертный приговор, Бабёф нанёс себе в зале суда несколько ударов стилетом, и на следующий день его при смерти унесли на эшафот. Дартэ, который также пытался совершить самоубийство, был гильотинирован вместе с ним в Вандоме, 8 прериаля (27 мая 1797 года), без права на апелляцию. Буонарроти, Жермен и ещё пять человек были депортированы; остальные 56 обвиняемых, включая Вадье и его товарищей — бывших монтаньяров, были оправданы. По словам Поля Барраса, Друэ удалось спастись лишь благодаря попустительству Директории. Детей Бабёфа усыновили Лепелетье и Турро.

## Наследие
Заговор равных, вероятно, исчез бы в потоке великих событий Революции, но публикация в 1828 году книги Буонарроти «Заговор равных» сохранила его в учебниках истории. Фридрих Энгельс и Карл Маркс признали в «Заговоре Равных» «первое появление действительно активной коммунистической партии».
Хотя во время заговора ещё не существовали понятия «анархист» и «коммунист», они использовались для описания его идей более поздними учеными. Слово «коммунизм» было использовано Гудвином Бармби в разговоре с теми, кого он назвал «учениками Бабёфа».

### Первичные источники
- Débats du procès instruit par la haute cour de justice, contre Drouet, Baboeuf et autres, recueillis par des sténographes, Paris, Baudouin, 1797, tome 1, lire en ligne Архивная копия от 5 июля 2019 на Wayback Machine.
- Débats du procès instruit par la haute cour de justice, contre Drouet, Baboeuf et autres, recueillis par des sténographes, Paris, Baudouin, 1797, tome 2, lire en ligne Архивная копия от 16 июля 2019 на Wayback Machine.
- Débats du procès instruit par la haute cour de justice, contre Drouet, Baboeuf et autres, recueillis par des sténographes, Paris, Baudouin, 1797, tome 3, lire en ligne Архивная копия от 5 июля 2019 на Wayback Machine.
- Débats du procès instruit par la haute cour de justice, contre Drouet, Baboeuf et autres, recueillis par des sténographes, Paris, Baudouin, 1797, tome 4, lire en ligne Архивная копия от 5 июля 2019 на Wayback Machine.
- Philippe Buonarroti, Gracchus Babeuf et la conjuration des égaux (ou Histoire de la Conjuration pour l'Égalité, dite de Babeuf), 1828. Réédition : Conspiration pour l'égalité dite de Babeuf, Éditions La Ville brûle, Montreuil, 2014, édition critique établie par Jean-Marc Schiappa, Jean-Numa Ducange[фр.], Alain Maillard et Stéphanie Roza.